# Молдова на Євробаченні Юних Музикантів
Молдова брала участь у Євробаченні Юних Музикантів, що проводиться кожні два роки, лише один раз у 2014 році.

## Учасники
Умовні позначення
     Переможець
     Друге місце
     Третє місце
     Не пройшла до фіналу
     Участь скасовано
     Не брала участі
| Рік                               | Місце проведення | Учасник                | Інструмент | Фінал | Півфінал       |
| --------------------------------- | ---------------- | ---------------------- | ---------- | ----- | -------------- |
| 2014                              | Кельн            | Лівика Штирбу-Соколова | Фортепіано | -     | Без півфіналів |
| Не брала участі в 2016-2024 роках |                  |                        |            |       |                |

## Галерея

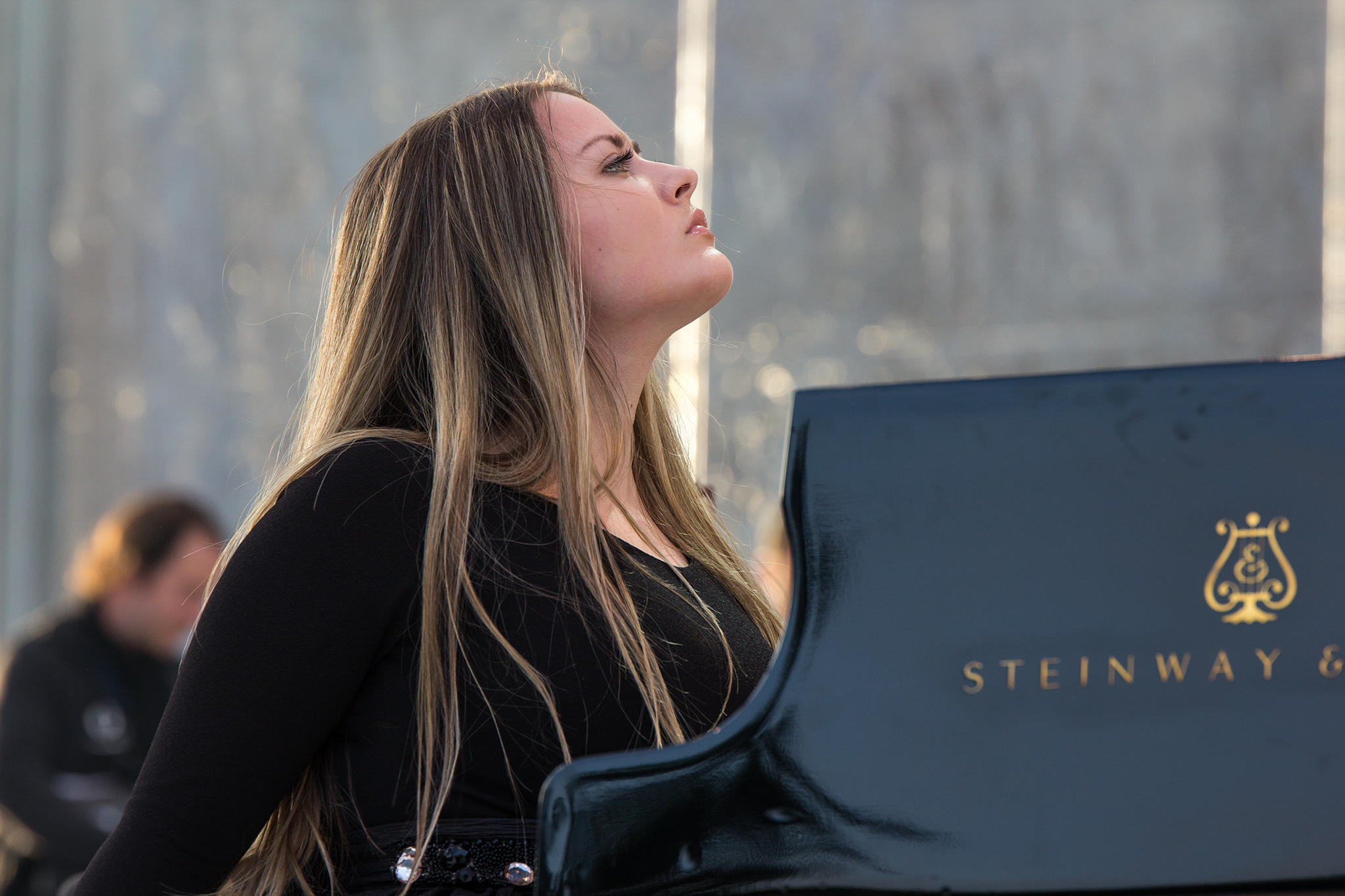
Лівика Штирбу-Соколова у Кельні (2014)